# فرودگاه آلبرت وهیتد
فرودگاه آلبرت وهیتد (به انگلیسی: Albert Whitted Airport) یک فرودگاه همگانی بهره‌برداری هوایی با کد یاتا SPG است که یک باند فرود آسفالت دارد و طول باند آن ۱۱۲۱ متر است. این فرودگاه در شهر سن پترزبورگ (فلوریدا) کشور ایالات متحده آمریکا قرار دارد و در ارتفاع ۲ متری از سطح دریا واقع شده‌است.